# بروجليانو
بروجليانو (بالإيطالية: Brogliano)‏ هي مدينة في مقاطعة فشنزة بمنطقة فنيتة، شمال إيطاليا.